# Polydesmus schetelyi
Polydesmus schetelyi är en mångfotingart som beskrevs av Karsch 1881. Polydesmus schetelyi ingår i släktet Polydesmus och familjen plattdubbelfotingar. Inga underarter finns listade i Catalogue of Life.